# Inhottu
Inhottu (fin. Inhottujärvi) je malo jezero u porječju rijeke Karvianjoki. Nalazi se u regiji Satakunta u Finskoj. To je bifurkacijsko jezero jer postoje dva izlaza na jezeru: vode teku u Botnički zaljev kroz rijeku Eteläjoki prema gradu Poriju i u jezero Isojärvi kroz rijeku Pomarkunjoki.